# Riisea paniculata
Riisea paniculata är en korallart som beskrevs av Duchassaing och Giovanni Michelotti 1860. Riisea paniculata ingår i släktet Riisea och familjen Ellisellidae. Inga underarter finns listade i Catalogue of Life.